# Daniel Goodfellow
Pour les articles homonymes, voir Goodfellow.
Daniel Goodfellow est un plongeur britannique né le 19 octobre 1996. Il a remporté la médaille de bronze du haut-vol à 10 mètres synchronisé aux Jeux olympiques d'été de 2016 à Rio de Janeiro avec Tom Daley.

## Carrière

### 2011–2015
En 2011 à l'âge de 14 ans, Goodfellow remporte sa première médaille dans une compétition majeure lors des championnats d'Europe junior de plongeon à Belgrade, avec le bronze au saut à 3m. En 2012, il remporte la médaille d'argent à la plateforme de 10m, le bronze en saut individuel à 3m et l'or en saut synchro à 3m avec Freddie Woodward aux International Youth Meet à Dresde, en Allemagne. En 2013, il remporte l'or au saut à 10 mètres lors des championnats d'Europe junior.